# Afrikai kárókatona
Az afrikai kárókatona vagy hosszúfarkú kárókatona (Microcarbo africanus, korábban Phalacrocorax africanus) a madarak (Aves) osztályának szulaalakúak (Suliformes) rendjébe, ezen belül a kárókatonafélék (Phalacrocoracidae) családjába tartozó faj.

## Előfordulása
A madár elsősorban Afrika Szaharától délre fekvő édesvizei mentén és Madagaszkáron fordul elő. Elterjedési területein nagy és stabil populációkat alkot, Észak-Afrikából azonban kipusztult.

## Alfajai
- Microcarbo africanus africanus
- Microcarbo africanus pictilis

## Megjelenése
Az afrikai kárókatona hossza 55-60 centiméter, a farok hossza 14-16 centiméter, testtömege 440-680 gramm. Szárnya viszonylag rövid, kis artériákkal sűrűn ellátott – ezek hatékonyan szabályozzák a madár testhőmérsékletét. A legtöbb vízimadáréval ellentétben a kárókatona szárnya gyorsan teleszívja magát vízzel, így segíti elő a madár merülését. Viszonylag hosszú, fekete farkát úszás közben kormánylapátként használja. Négy lábujja között úszóhártya feszül, ezek segítségével hajtja magát előre a vízben.

## Életmódja
Kolóniákban költ, a költési időszakon kívül kevésbé társas. Tápláléka halak, békák, vízi rovarok és kisebb madarak. Legfeljebb 36 évig él.

## Szaporodása

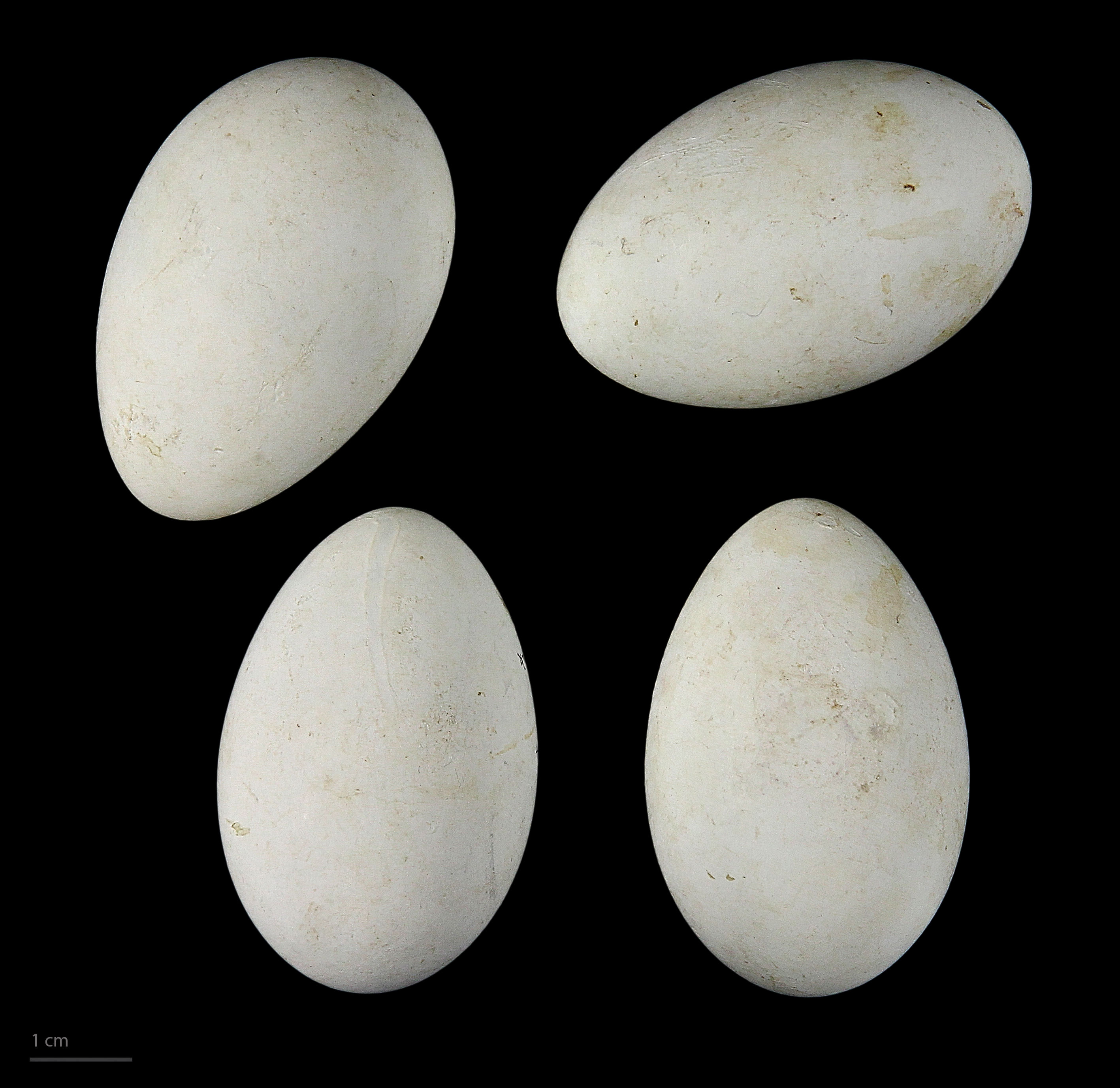
A tojásai

Az ivarérettséget 3-4 éves korban éri el. A költés az év változó időszakaiban, kolóniákban történik. A fészek faágakból és növényekből áll, körülbelül 25 centiméter átmérőjű és 2-4 centiméter mély. Faágon vagy nádasban építi. A fészekalj 2-6 mész-fehér, enyhén zöldes tónusú tojásból áll. A tojásokon mindkét szülő 23-25 napig kotlik. A fiatal madarak 5-7 hét elteltével repülnek ki.